# Marija Nikolajewna Romanowa (1819–1876)

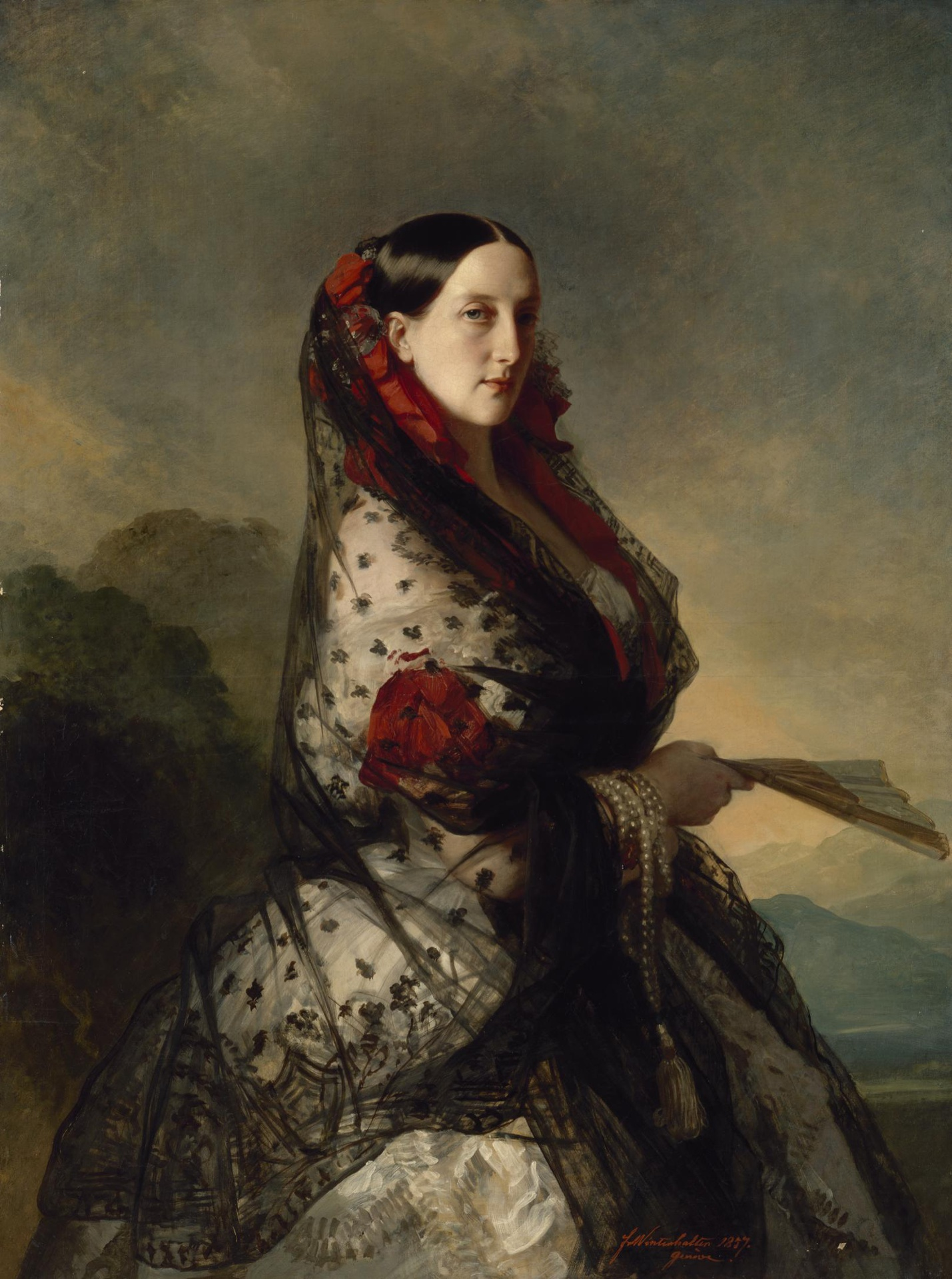
Franz Xaver Winterhalter: Großfürstin Marija Nikolajewna Romanowa, Öl auf Leinwand, 1857

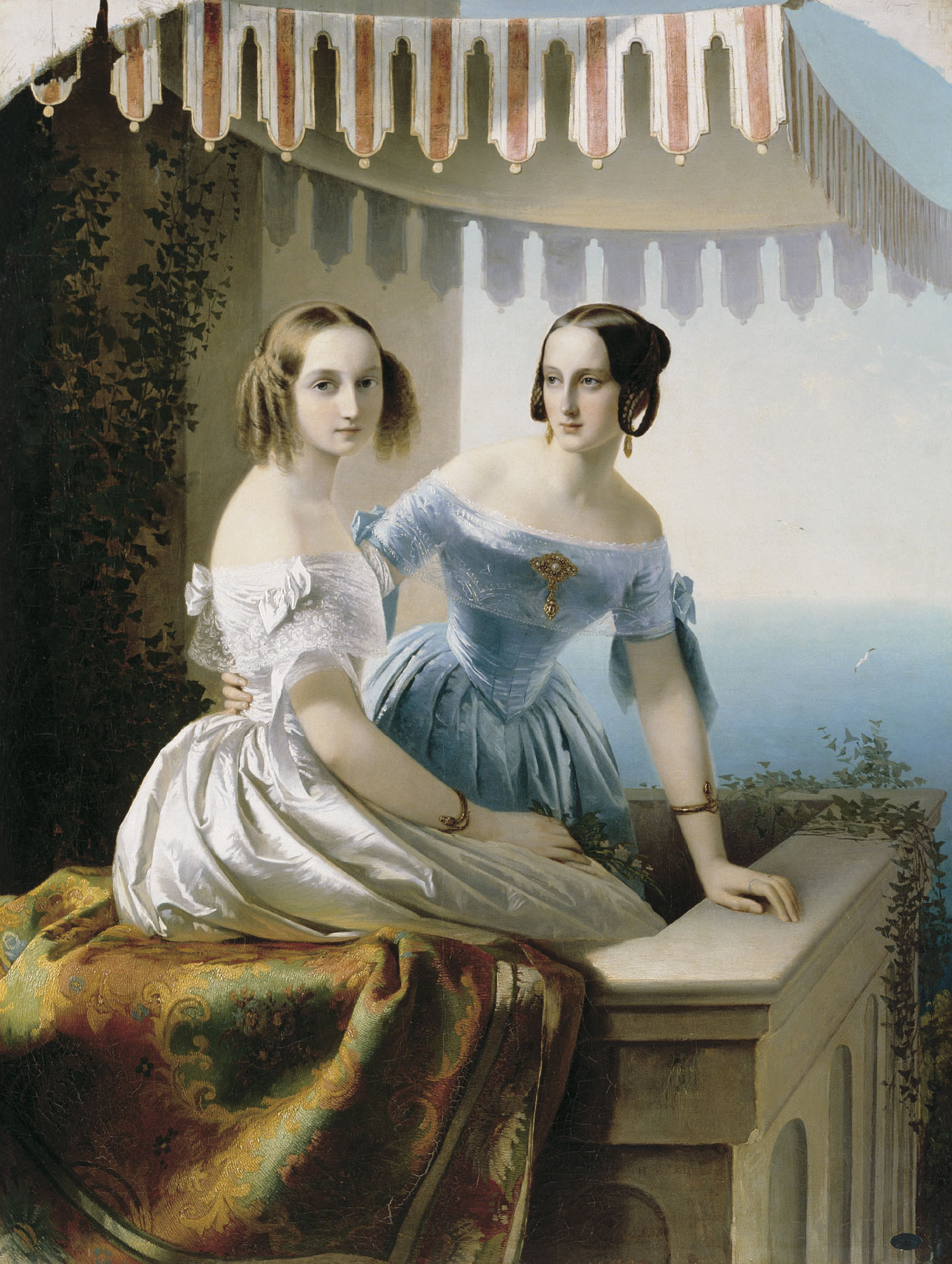
Carl Timoleon von Neff: Maria Nikolajewna und Olga Nikolajewna Romanowa, Öl auf Leinwand, 1838

Großfürstin Marija Nikolajewna von Russland (* 6. Augustjul. / 18. August 1819greg. im Lustschloss Pawlowsk; † 9. Februarjul. / 21. Februar 1876greg. in Sankt Petersburg) war die älteste Tochter von Zar Nikolaus I. Pawlowitsch von Russland und seiner Gemahlin Alexandra Fjodorowna (1798–1860), welche als preußische Prinzessin Charlotte geboren worden war.

## Leben
Marija Nikolajewna Romanowa heiratete am 14. Juli 1838. Ihr Ehemann Maximilian de Beauharnais galt zwar nicht als eine gute Partie für eine Zarentochter, doch da Maria verlautbart hatte, sie werde gar nicht heiraten, wenn sie nicht in Russland bleiben könne, stimmte ihr Vater der Hochzeit zu.
Im gleichen Jahr wurde der Familie neben ihrem Titel der „bayerischen Herzöge von Leuchtenberg“, welchen sie vom bayerischen König Maximilian I. Joseph verliehen bekommen hatte, der Titel Prinz bzw. Prinzessin Romanowsky zugewiesen. Damit war er 3. Herzog von Leuchtenberg aus der Familie Beauharnais. Aus der gemeinsamen Verbindung gingen sieben Kinder hervor:
- Alexandra Maximilianowna (1840–1843)
- Maria Maximilianowna (1841–1914)

⚭ Prinz Ludwig Wilhelm August von Baden (1829–1897)
- Nikolaus Maximilianowitsch (1843–1891), 4. Herzog von Leuchtenberg und Fürst Romanowsky

⚭ Nadeshda Sergejewna Annenkowa (1840–1891)
- Eugenia Maximilianowna (1845–1925)

⚭ Herzog Alexander Friedrich Konstantin von Oldenburg aus dem Haus Holstein-Gottorp (1844–1932)
- Eugen Maximilianowitsch (1847–1901), 5. Herzog von Leuchtenberg und Fürst Romanowsky

⚭ Daria Opotschinina (1845–1870)
⚭ Zinaida Skobelewa (1878–1899)
- Sergei Maximilianowitsch (1849–1877), gefallen im Russisch-Türkischen Krieg
- Georgi Maximilianowitsch (1852–1912), 6. Herzog von Leuchtenberg und Fürst Romanowsky

⚭ Prinzessin Therese von Oldenburg (1852–1883)
⚭ Prinzessin Anastasia von Montenegro (1868–1935)
Marijas Ehemann Maximilian starb am 1. November 1852 und vier Jahre später ging Marija eine weitere, diesmal morganatische Ehe mit dem Grafen Gregori Alexandrowitsch Stroganoff ein, mit dem sie einen Sohn Greogri (1859–1859) und eine Tochter  Helene (1861–1908) hatte. Marija war künstlerisch sehr begabt und ihre jüngere Schwester Olga, Königin von Württemberg, sagte einmal über sie: „Ach, sie hat mehr Talent und Begabung als wir anderen [Geschwister] zusammen. Wenn sie doch auch mehr Charakterstärke hätte!“ In den 1850er Jahren beschäftigte sich Marija mit der Leitung mehrerer Frauenschulen, insbesondere des Patriotischen Instituts. Nach dem Ableben ihres ersten Gatten übernahm sie von ihm den Vorsitz der Akademie der Künste.

## Abstammung
| Katharina II. (Kaiserin von Russland) | Katharina II. (Kaiserin von Russland) | Katharina II. (Kaiserin von Russland) | Katharina II. (Kaiserin von Russland) | Katharina II. (Kaiserin von Russland) | Katharina II. (Kaiserin von Russland) |                                     |                                     | Peter III. (Kaiser von Russland)    | Peter III. (Kaiser von Russland)    | Peter III. (Kaiser von Russland) | Peter III. (Kaiser von Russland) | Peter III. (Kaiser von Russland) | Peter III. (Kaiser von Russland) |                                  |                                  | Friedrich Eugen (Herzog von Württemberg) | Friedrich Eugen (Herzog von Württemberg) | Friedrich Eugen (Herzog von Württemberg) | Friedrich Eugen (Herzog von Württemberg) | Friedrich Eugen (Herzog von Württemberg) | Friedrich Eugen (Herzog von Württemberg) |                                |                                | Friederike Dorothea Sophia (Herzogin von Württemberg) | Friederike Dorothea Sophia (Herzogin von Württemberg) | Friederike Dorothea Sophia (Herzogin von Württemberg) | Friederike Dorothea Sophia (Herzogin von Württemberg) | Friederike Dorothea Sophia (Herzogin von Württemberg)     | Friederike Dorothea Sophia (Herzogin von Württemberg)     |                                                           |                                                           | Friedrich Wilhelm II. (König von Preußen)                 | Friedrich Wilhelm II. (König von Preußen)                 | Friedrich Wilhelm II. (König von Preußen)     | Friedrich Wilhelm II. (König von Preußen)     | Friedrich Wilhelm II. (König von Preußen)     | Friedrich Wilhelm II. (König von Preußen)     |                                     |                                     | Friederike Luise                           | Friederike Luise                           | Friederike Luise                           | Friederike Luise                           | Friederike Luise                           | Friederike Luise                           |                                  |                                  | Karl II. (Herzog zu Mecklenburg-Strelitz) | Karl II. (Herzog zu Mecklenburg-Strelitz) | Karl II. (Herzog zu Mecklenburg-Strelitz) | Karl II. (Herzog zu Mecklenburg-Strelitz) | Karl II. (Herzog zu Mecklenburg-Strelitz) | Karl II. (Herzog zu Mecklenburg-Strelitz) |                                  |                                  | Friederike Caroline              | Friederike Caroline              | Friederike Caroline | Friederike Caroline | Friederike Caroline | Friederike Caroline |
| Katharina II. (Kaiserin von Russland) | Katharina II. (Kaiserin von Russland) | Katharina II. (Kaiserin von Russland) | Katharina II. (Kaiserin von Russland) | Katharina II. (Kaiserin von Russland) | Katharina II. (Kaiserin von Russland) |                                     |                                     | Peter III. (Kaiser von Russland)    | Peter III. (Kaiser von Russland)    | Peter III. (Kaiser von Russland) | Peter III. (Kaiser von Russland) | Peter III. (Kaiser von Russland) | Peter III. (Kaiser von Russland) |                                  |                                  | Friedrich Eugen (Herzog von Württemberg) | Friedrich Eugen (Herzog von Württemberg) | Friedrich Eugen (Herzog von Württemberg) | Friedrich Eugen (Herzog von Württemberg) | Friedrich Eugen (Herzog von Württemberg) | Friedrich Eugen (Herzog von Württemberg) |                                |                                | Friederike Dorothea Sophia (Herzogin von Württemberg) | Friederike Dorothea Sophia (Herzogin von Württemberg) | Friederike Dorothea Sophia (Herzogin von Württemberg) | Friederike Dorothea Sophia (Herzogin von Württemberg) | Friederike Dorothea Sophia (Herzogin von Württemberg)     | Friederike Dorothea Sophia (Herzogin von Württemberg)     |                                                           |                                                           | Friedrich Wilhelm II. (König von Preußen)                 | Friedrich Wilhelm II. (König von Preußen)                 | Friedrich Wilhelm II. (König von Preußen)     | Friedrich Wilhelm II. (König von Preußen)     | Friedrich Wilhelm II. (König von Preußen)     | Friedrich Wilhelm II. (König von Preußen)     |                                     |                                     | Friederike Luise                           | Friederike Luise                           | Friederike Luise                           | Friederike Luise                           | Friederike Luise                           | Friederike Luise                           |                                  |                                  | Karl II. (Herzog zu Mecklenburg-Strelitz) | Karl II. (Herzog zu Mecklenburg-Strelitz) | Karl II. (Herzog zu Mecklenburg-Strelitz) | Karl II. (Herzog zu Mecklenburg-Strelitz) | Karl II. (Herzog zu Mecklenburg-Strelitz) | Karl II. (Herzog zu Mecklenburg-Strelitz) |                                  |                                  | Friederike Caroline              | Friederike Caroline              | Friederike Caroline | Friederike Caroline | Friederike Caroline | Friederike Caroline |
|                                       |                                       |                                       |                                       |                                       |                                       |                                     |                                     |                                     |                                     |                                  |                                  |                                  |                                  |                                  |                                  |                                          |                                          |                                          |                                          |                                          |                                          |                                |                                |                                                       |                                                       |                                                       |                                                       |                                                           |                                                           |                                                           |                                                           |                                                           |                                                           |                                               |                                               |                                               |                                               |                                     |                                     |                                            |                                            |                                            |                                            |                                            |                                            |                                  |                                  |                                           |                                           |                                           |                                           |                                           |                                           |                                  |                                  |                                  |                                  |                     |                     |                     |                     |
|                                       |                                       |                                       |                                       |                                       |                                       |                                     |                                     |                                     |                                     |                                  |                                  |                                  |                                  |                                  |                                  |                                          |                                          |                                          |                                          |                                          |                                          |                                |                                |                                                       |                                                       |                                                       |                                                       |                                                           |                                                           |                                                           |                                                           |                                                           |                                                           |                                               |                                               |                                               |                                               |                                     |                                     |                                            |                                            |                                            |                                            |                                            |                                            |                                  |                                  |                                           |                                           |                                           |                                           |                                           |                                           |                                  |                                  |                                  |                                  |                     |                     |                     |                     |
|                                       |                                       |                                       |                                       |                                       |                                       |                                     |                                     | Paul I. (Kaiser von Russland)       | Paul I. (Kaiser von Russland)       | Paul I. (Kaiser von Russland)    | Paul I. (Kaiser von Russland)    | Paul I. (Kaiser von Russland)    | Paul I. (Kaiser von Russland)    |                                  |                                  | Sophie Dorothee (Kaiserin von Russland)  | Sophie Dorothee (Kaiserin von Russland)  | Sophie Dorothee (Kaiserin von Russland)  | Sophie Dorothee (Kaiserin von Russland)  | Sophie Dorothee (Kaiserin von Russland)  | Sophie Dorothee (Kaiserin von Russland)  |                                |                                |                                                       |                                                       |                                                       |                                                       |                                                           |                                                           |                                                           |                                                           |                                                           |                                                           |                                               |                                               |                                               |                                               |                                     |                                     | Friedrich Wilhelm III. (König von Preußen) | Friedrich Wilhelm III. (König von Preußen) | Friedrich Wilhelm III. (König von Preußen) | Friedrich Wilhelm III. (König von Preußen) | Friedrich Wilhelm III. (König von Preußen) | Friedrich Wilhelm III. (König von Preußen) |                                  |                                  | Luise (Königin von Preußen)               | Luise (Königin von Preußen)               | Luise (Königin von Preußen)               | Luise (Königin von Preußen)               | Luise (Königin von Preußen)               | Luise (Königin von Preußen)               |                                  |                                  |                                  |                                  |                     |                     |                     |                     |
|                                       |                                       |                                       |                                       |                                       |                                       |                                     |                                     | Paul I. (Kaiser von Russland)       | Paul I. (Kaiser von Russland)       | Paul I. (Kaiser von Russland)    | Paul I. (Kaiser von Russland)    | Paul I. (Kaiser von Russland)    | Paul I. (Kaiser von Russland)    |                                  |                                  | Sophie Dorothee (Kaiserin von Russland)  | Sophie Dorothee (Kaiserin von Russland)  | Sophie Dorothee (Kaiserin von Russland)  | Sophie Dorothee (Kaiserin von Russland)  | Sophie Dorothee (Kaiserin von Russland)  | Sophie Dorothee (Kaiserin von Russland)  |                                |                                |                                                       |                                                       |                                                       |                                                       |                                                           |                                                           |                                                           |                                                           |                                                           |                                                           |                                               |                                               |                                               |                                               |                                     |                                     | Friedrich Wilhelm III. (König von Preußen) | Friedrich Wilhelm III. (König von Preußen) | Friedrich Wilhelm III. (König von Preußen) | Friedrich Wilhelm III. (König von Preußen) | Friedrich Wilhelm III. (König von Preußen) | Friedrich Wilhelm III. (König von Preußen) |                                  |                                  | Luise (Königin von Preußen)               | Luise (Königin von Preußen)               | Luise (Königin von Preußen)               | Luise (Königin von Preußen)               | Luise (Königin von Preußen)               | Luise (Königin von Preußen)               |                                  |                                  |                                  |                                  |                     |                     |                     |                     |
|                                       |                                       |                                       |                                       |                                       |                                       |                                     |                                     |                                     |                                     |                                  |                                  |                                  |                                  |                                  |                                  |                                          |                                          |                                          |                                          |                                          |                                          |                                |                                |                                                       |                                                       |                                                       |                                                       |                                                           |                                                           |                                                           |                                                           |                                                           |                                                           |                                               |                                               |                                               |                                               |                                     |                                     |                                            |                                            |                                            |                                            |                                            |                                            |                                  |                                  |                                           |                                           |                                           |                                           |                                           |                                           |                                  |                                  |                                  |                                  |                     |                     |                     |                     |
|                                       |                                       |                                       |                                       |                                       |                                       |                                     |                                     |                                     |                                     |                                  |                                  |                                  |                                  |                                  |                                  |                                          |                                          |                                          |                                          |                                          |                                          |                                |                                |                                                       |                                                       |                                                       |                                                       |                                                           |                                                           |                                                           |                                                           |                                                           |                                                           |                                               |                                               |                                               |                                               |                                     |                                     |                                            |                                            |                                            |                                            |                                            |                                            |                                  |                                  |                                           |                                           |                                           |                                           |                                           |                                           |                                  |                                  |                                  |                                  |                     |                     |                     |                     |
|                                       |                                       |                                       |                                       |                                       |                                       |                                     |                                     |                                     |                                     |                                  |                                  |                                  |                                  |                                  |                                  | Alexander I. (Kaiser von Russland)       | Alexander I. (Kaiser von Russland)       | Alexander I. (Kaiser von Russland)       | Alexander I. (Kaiser von Russland)       | Alexander I. (Kaiser von Russland)       | Alexander I. (Kaiser von Russland)       |                                |                                | Nikolaus I. (Kaiser von Russland)                     | Nikolaus I. (Kaiser von Russland)                     | Nikolaus I. (Kaiser von Russland)                     | Nikolaus I. (Kaiser von Russland)                     | Nikolaus I. (Kaiser von Russland)                         | Nikolaus I. (Kaiser von Russland)                         |                                                           |                                                           | Charlotte von Preußen (Kaiserin von Russland)             | Charlotte von Preußen (Kaiserin von Russland)             | Charlotte von Preußen (Kaiserin von Russland) | Charlotte von Preußen (Kaiserin von Russland) | Charlotte von Preußen (Kaiserin von Russland) | Charlotte von Preußen (Kaiserin von Russland) |                                     |                                     | Friedrich Wilhelm IV. (König von Preußen)  | Friedrich Wilhelm IV. (König von Preußen)  | Friedrich Wilhelm IV. (König von Preußen)  | Friedrich Wilhelm IV. (König von Preußen)  | Friedrich Wilhelm IV. (König von Preußen)  | Friedrich Wilhelm IV. (König von Preußen)  |                                  |                                  | Wilhelm I. (Deutscher Kaiser)             | Wilhelm I. (Deutscher Kaiser)             | Wilhelm I. (Deutscher Kaiser)             | Wilhelm I. (Deutscher Kaiser)             | Wilhelm I. (Deutscher Kaiser)             | Wilhelm I. (Deutscher Kaiser)             |                                  |                                  |                                  |                                  |                     |                     |                     |                     |
|                                       |                                       |                                       |                                       |                                       |                                       |                                     |                                     |                                     |                                     |                                  |                                  |                                  |                                  |                                  |                                  | Alexander I. (Kaiser von Russland)       | Alexander I. (Kaiser von Russland)       | Alexander I. (Kaiser von Russland)       | Alexander I. (Kaiser von Russland)       | Alexander I. (Kaiser von Russland)       | Alexander I. (Kaiser von Russland)       |                                |                                | Nikolaus I. (Kaiser von Russland)                     | Nikolaus I. (Kaiser von Russland)                     | Nikolaus I. (Kaiser von Russland)                     | Nikolaus I. (Kaiser von Russland)                     | Nikolaus I. (Kaiser von Russland)                         | Nikolaus I. (Kaiser von Russland)                         |                                                           |                                                           | Charlotte von Preußen (Kaiserin von Russland)             | Charlotte von Preußen (Kaiserin von Russland)             | Charlotte von Preußen (Kaiserin von Russland) | Charlotte von Preußen (Kaiserin von Russland) | Charlotte von Preußen (Kaiserin von Russland) | Charlotte von Preußen (Kaiserin von Russland) |                                     |                                     | Friedrich Wilhelm IV. (König von Preußen)  | Friedrich Wilhelm IV. (König von Preußen)  | Friedrich Wilhelm IV. (König von Preußen)  | Friedrich Wilhelm IV. (König von Preußen)  | Friedrich Wilhelm IV. (König von Preußen)  | Friedrich Wilhelm IV. (König von Preußen)  |                                  |                                  | Wilhelm I. (Deutscher Kaiser)             | Wilhelm I. (Deutscher Kaiser)             | Wilhelm I. (Deutscher Kaiser)             | Wilhelm I. (Deutscher Kaiser)             | Wilhelm I. (Deutscher Kaiser)             | Wilhelm I. (Deutscher Kaiser)             |                                  |                                  |                                  |                                  |                     |                     |                     |                     |
|                                       |                                       |                                       |                                       |                                       |                                       |                                     |                                     |                                     |                                     |                                  |                                  |                                  |                                  |                                  |                                  |                                          |                                          |                                          |                                          |                                          |                                          |                                |                                |                                                       |                                                       |                                                       |                                                       |                                                           |                                                           |                                                           |                                                           |                                                           |                                                           |                                               |                                               |                                               |                                               |                                     |                                     |                                            |                                            |                                            |                                            |                                            |                                            |                                  |                                  |                                           |                                           |                                           |                                           |                                           |                                           |                                  |                                  |                                  |                                  |                     |                     |                     |                     |
|                                       |                                       |                                       |                                       |                                       |                                       |                                     |                                     |                                     |                                     |                                  |                                  |                                  |                                  |                                  |                                  |                                          |                                          |                                          |                                          |                                          |                                          |                                |                                |                                                       |                                                       |                                                       |                                                       |                                                           |                                                           |                                                           |                                                           |                                                           |                                                           |                                               |                                               |                                               |                                               |                                     |                                     |                                            |                                            |                                            |                                            |                                            |                                            |                                  |                                  |                                           |                                           |                                           |                                           |                                           |                                           |                                  |                                  |                                  |                                  |                     |                     |                     |                     |
|                                       |                                       |                                       |                                       | Alexander II. (Kaiser von Russland)   | Alexander II. (Kaiser von Russland)   | Alexander II. (Kaiser von Russland) | Alexander II. (Kaiser von Russland) | Alexander II. (Kaiser von Russland) | Alexander II. (Kaiser von Russland) |                                  |                                  | Marija (Herzog von Leuchtenberg) | Marija (Herzog von Leuchtenberg) | Marija (Herzog von Leuchtenberg) | Marija (Herzog von Leuchtenberg) | Marija (Herzog von Leuchtenberg)         | Marija (Herzog von Leuchtenberg)         |                                          |                                          | Olga (Königin von Württemberg)           | Olga (Königin von Württemberg)           | Olga (Königin von Württemberg) | Olga (Königin von Württemberg) | Olga (Königin von Württemberg)                        | Olga (Königin von Württemberg)                        |                                                       |                                                       | Alexandra (Erbprinzessin von Hessen-Kassel zu Rumpenheim) | Alexandra (Erbprinzessin von Hessen-Kassel zu Rumpenheim) | Alexandra (Erbprinzessin von Hessen-Kassel zu Rumpenheim) | Alexandra (Erbprinzessin von Hessen-Kassel zu Rumpenheim) | Alexandra (Erbprinzessin von Hessen-Kassel zu Rumpenheim) | Alexandra (Erbprinzessin von Hessen-Kassel zu Rumpenheim) |                                               |                                               | Konstantin (Großfürst von Russland)           | Konstantin (Großfürst von Russland)           | Konstantin (Großfürst von Russland) | Konstantin (Großfürst von Russland) | Konstantin (Großfürst von Russland)        | Konstantin (Großfürst von Russland)        |                                            |                                            | Nikolai (Großfürst von Russland)           | Nikolai (Großfürst von Russland)           | Nikolai (Großfürst von Russland) | Nikolai (Großfürst von Russland) | Nikolai (Großfürst von Russland)          | Nikolai (Großfürst von Russland)          |                                           |                                           | Michael (Großfürst von Russland)          | Michael (Großfürst von Russland)          | Michael (Großfürst von Russland) | Michael (Großfürst von Russland) | Michael (Großfürst von Russland) | Michael (Großfürst von Russland) |                     |                     |                     |                     |